# Когезия (физика)

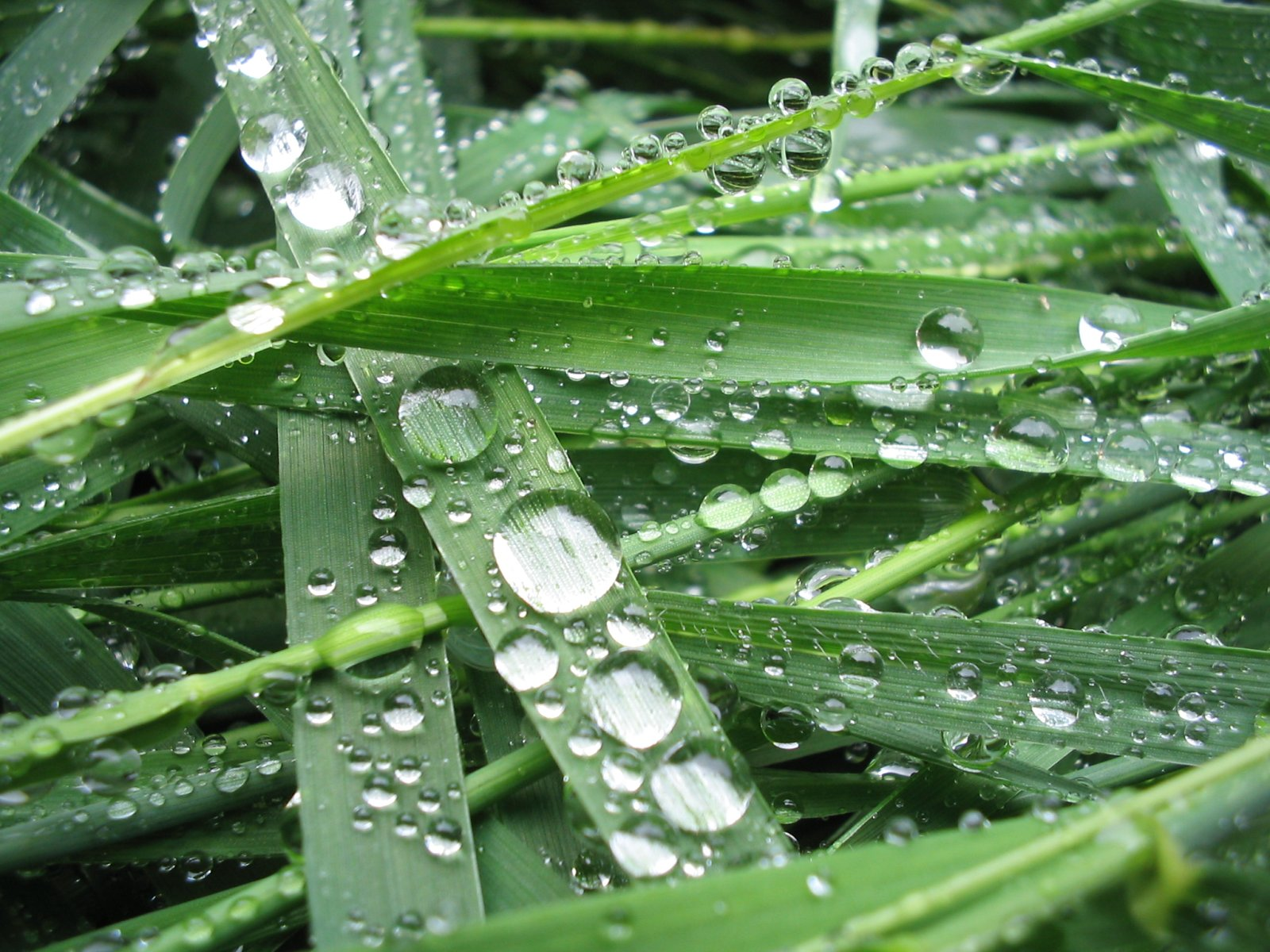
Когезия вынуждает воду формировать капли, поверхностное натяжение делает их почти сферическими, а адгезия держит их на поверхности другого вещества

Когезия (англ. cohesion от лат. cohaesus — «связанный», «сцепленный») — связь между одинаковыми молекулами (атомами, ионами) внутри тела в пределах одной фазы. Когезия характеризует прочность тела и его способность противостоять внешнему воздействию.
Когезия — это действие или свойство взаимного притяжения одинаковых молекул. Это внутреннее свойство вещества обусловленное формой или структурой его молекул, вызывающее изменение в распределении электронов молекул при их сближении, создавая электрическое притяжение, способное образовывать микроскопические структуры, например капли воды.

## Описание

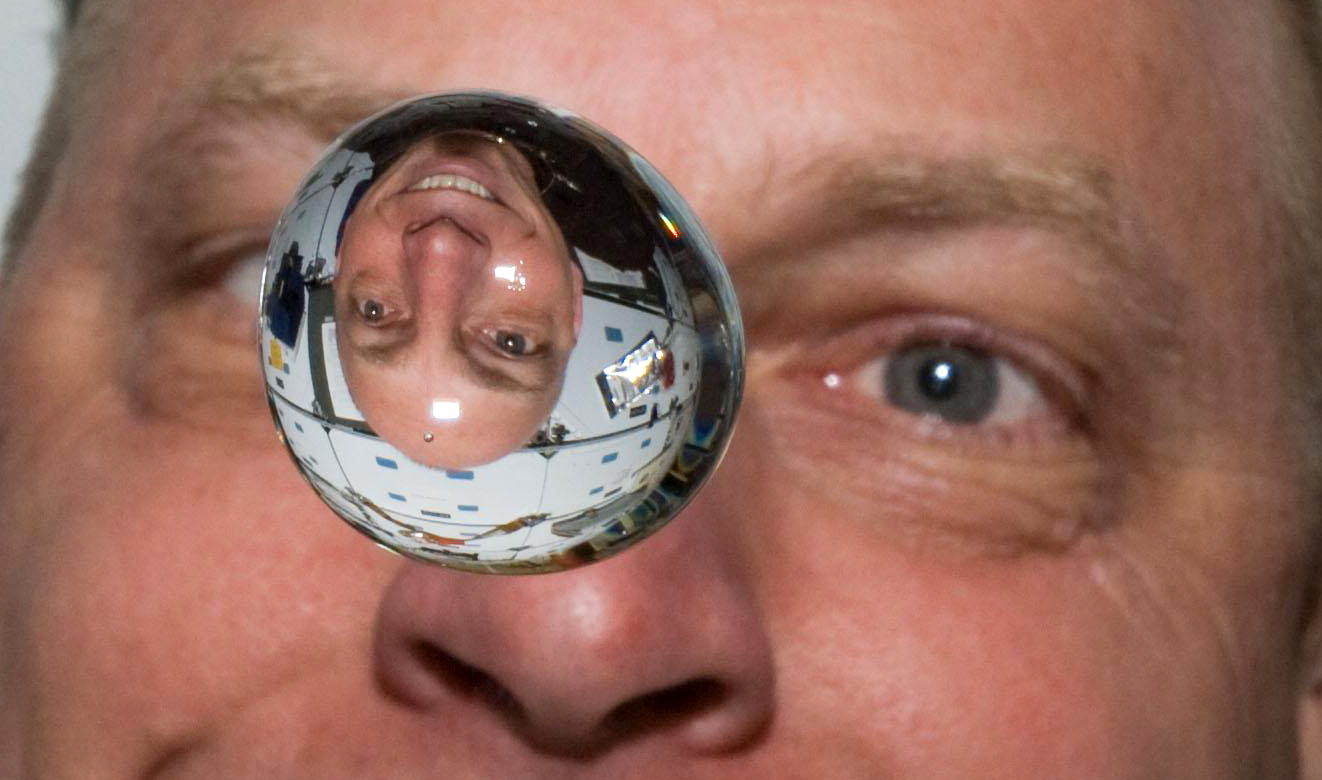
Когезионный характер водных капель (шариков) в условиях невесомости

Основой когезии могут являться силы межмолекулярного взаимодействия, включая водородную связь, и/или силы химической связи. Они определяют совокупность физических и физико-химических свойств вещества: агрегатное состояние, летучесть, растворимость, механические свойства и т. д. Интенсивность межмолекулярного и межатомного взаимодействия, а, следовательно, и сил когезии резко убывает с расстоянием. Наиболее сильна когезия в твёрдых телах и жидкостях, то есть в конденсированных средах, где расстояния между молекулами (атомами, ионами) малы, порядка нескольких ангстрем. В газах средние расстояния между молекулами велики по сравнению с их размерами, поэтому когезия в них незначительна. Мерой интенсивности межмолекулярного взаимодействия служит плотность энергии когезии. Она эквивалентна работе удаления взаимно притягивающихся молекул на бесконечно большое расстояние друг от друга, что в первом приближении соответствует испарению или сублимации вещества.